# Ве-зот ха-браха
«Ве-зот ха-браха» (Вэзот-Абраха, Зот а-браха, др.-евр. וְזֹאת הַבְּרָכָה‬ — «И вот благословение…») — последняя недельная глава книги Втор. 33 и всей Торы.
В отличие от остальных недельных глав (парашот), эту главу читают не в субботу, а в праздник Симхат Тора, который и знаменует окончание (и одновременно начало) годового цикла чтения Торы, принятого в иудаизме вавилонской традиции.

## Содержание главы

### Благословение Моисея
Глава начинается с благословений, которые Моше дал каждому из двенадцати колен Израиля перед своей смертью, частично повторяя благословения, которые Иаков ранее дал своим сыновьям. Моше наделяет каждое из колен своей индивидуальной ролью внутри народа Израиля.

### Смерть Моисея
Затем в этой главе говорится о том, что Моше поднялся на гору Нево, с вершины которой он увидел Землю Израиля. Он умер в Моаве, и место его захоронения неизвестно. Тора завершается словами: «И не было более у Израиля пророка такого, как Моисей, которого Господь знал лицем к лицу, по всем знамениям и чудесам, которые послал его Господь сделать в земле Египетской над фараоном и над всеми рабами его и над всею землею его, и по руке сильной и по великим чудесам, которые Моисей совершил пред глазами всего Израиля» (Втор. 34:10—12).